# Barry Romberg
Barry Romberg (* 24. Juli 1959) ist ein kanadischer Jazz-Schlagzeuger, Bandleader und Komponist. Er zählt zu Kanadas erfolgreichsten Jazz-Schlagzeugstylisten.

## Leben und Wirken
Romberg begann 1970 mit dem Schlagzeug spielen. Er studierte Schlagzeug mit Stan Perry und Pete Magadini am Konservatorium der York-Universität.
1990 gewann er mit seiner Band The Barry Romberg Group den Alcan Jazz Wettbewerb für die central region. 1991 erhielt er einen Juno Award (Kanadas Musik-Preis) der Canadian Academy of Recording Arts and Sciences. Sechs Nominierungen folgen in den Jahren 2001, 2002, 2003, 2004, 2005 und 2008. Barry Romberg lebt in Toronto. Zu Rombergs Werk zählen sechzig Tonaufnahmen – auf zehn dieser Aufnahmen war er Bandleader bzw. Co-Leader.

## Werk
als Leiter
- Existential Detective, Random Access Large Ensemble (RALE)
- Big Giant Head, Random Access Part 6, Barry Romberg
- Accidental Beef, Random Access - Live on Tour - Part 5, Barry Romberg
- No Soap Radio, Random Access Part 4, Barry Romberg
- Random Access Part 3, Barry Romberg
- That Magic Thread, MRC Trio
- What Is This Thing? , Inside Out
- Random Access Part 2, Barry Romberg
- Tribal Dance, MRC Trio
- Random Access Part 1, Barry Romberg
- Village, Three Sisters
- Greatest Hits, Barry Romberg Group
- 2nd Floor Please, Barry Romberg Group

als Sideman
- Michael Occhpinti's Sicilian Jazz Project
- Adrean Farrugia, V1.0
- Creation Dream, Chasing After Light (Juno Nominierung)
- City of Neighborhoods, NOJO (Juno Nominierung)
- When She Dreams, Nancy Walker
- In Between, Geoff Young
- Father & Sons, Al Henderson
- A Decade of Favourites, Bob Brough
- Distillery Jazz Fest, w/ Creation Dream
- Highwire, NOJO (Juno Nominierung)
- Levitation, Nancy Walker
- Of Battles Mysteries Unknown, Chris Tarry (Juno Nominierung)
- Group of Seven, Tony Quarrington
- Transparency, Lenny Solomon
- Here and Now, Reg Schwager, CBC
- Sound of Toronto, CJRT, Nancy Walker
- Outsource, Glen Hall
- Creation Dream ‘Songs of Bruce Cockburn’ (Juno Nominierung)
- Best Of 1990, Vector
- Luminosity, Nancy Walker
- Jazz Guy, Victor Bateman
- Marchino Harmonicas, Bill Grove
- The Sidemen
- Art of Melody, Roy Styffe
- CBC Jazz in Canada 1973-1989
- Urban Landscape, Al Henderson
- Surrealist Blues, Michael Ochippinti
- Invitation, Nancy Walker
- Coast to Coast, Stephan Bauer
- The Gershwin Session, Lenny Solomon
- Devils Brew, Moe Koffman
- Shelley Berger, Shelly Berger
- Dinasour Dig, Al Henderson
- Subway Dream, Roy Styffe
- Jazz Notes CBC with Victor Bateman
- Just for You, Dave Young
- In Transition, Brian Dickenson (Juno Gewinner)
- Unity Records Compilation, BR Group
- October the 13th, Brian Dickenson
- Ruin, John Macleod
- Unity Records Compilation, Nancy Walker
- Shurum Burum Jazz Circus, David Buchbinder (Juno Nominierung)
- Sherri Marshall latest